# Fedor Lopoukhov
Fedor Vassilievitch Lopoukhov (ou Lopokov, en russe Федор Васильевич Лопухов ; Saint-Pétersbourg, 20 octobre 1886 - Léningrad, 28 janvier 1973) est un danseur, chorégraphe, maître de ballet et pédagogue russe.

## Biographie
Formé à l'école théâtrale de sa ville natale, il entre au théâtre Mariinsky en 1905, commence à chorégraphier en 1918 et dirige le ballet à trois reprises (1922-1930, 1944-1945 et 1951-1956).
Chorégraphe inventif par rapport au répertoire des années 1920-1930, il allie le vocabulaire académique à l'acrobatie, au folklore et à la commedia dell'arte, tout en préservant les œuvres du XIXe siècle comme La Belle au bois dormant ou Raymonda.
Fondateur du style néoclassique, il compose de nombreux ballets et est le premier à montrer en Russie les ballets d'Igor Stravinsky, comme L'Oiseau de feu (1921), Pulcinella (1925) et Renard (1927).
À partir des années 1940, il enseigne à l'académie de chorégraphie de Léningrad et écrit plusieurs livres sur la danse. Il est le frère aîné de Lydia Lopokova.
Au cinéma, il a interprété le rôle de Gogol dans Poet i tsar (Le Poète et le Tsar) de Vladimir Gardine (1927).